# Planrupt
Planrupt ist eine französische Gemeinde mit 315 Einwohnern (Stand: 1. Januar 2022) im Département Haute-Marne in der Region Grand Est (bis 2015 Champagne-Ardenne). Sie gehört zum Arrondissement Saint-Dizier und ist Mitglied im Gemeindeverband Communauté d’agglomération du Grand Saint-Dizier, Der et Vallées. Die Bewohner werden Mairuptiens und Mairuptiennes genannt.

## Geografie
Planrupt liegt in der dünn besiedelten südlichen Champagne, etwa 18 Kilometer südwestlich von Saint-Dizier. Umgeben wird Planrupt von den Nachbargemeinden Giffaumont-Champaubert im Norden, Éclaron-Braucourt-Sainte-Livière im Nordosten, Frampas im Osten, Montier-en-Der im Süden und Westen sowie Rives Dervoises im Westen und Nordwesten.

## Bevölkerungsentwicklung
| Jahr                       | 1962 | 1968 | 1975 | 1982 | 1990 | 1999 | 2006 | 2011 | 2018 |
| -------------------------- | ---- | ---- | ---- | ---- | ---- | ---- | ---- | ---- | ---- |
| Einwohner                  | 197  | 185  | 169  | 178  | 232  | 244  | 286  | 322  | 305  |
| Quellen: Cassini und INSEE |      |      |      |      |      |      |      |      |      |

## Sehenswürdigkeiten

Kirche Saint-Simon-Saint-Jude

- Kirche Saint-Simon-Saint-Jude